# Alhabia
Alhabia é um município da Espanha na província de Almería, comunidade autónoma da Andaluzia, de área 16 km² com população de 724 habitantes (2009) e densidade populacional de 45,25 hab/km².

## Demografia
| Variação demográfica do município entre 1996 e 2008 | Variação demográfica do município entre 1996 e 2008 | Variação demográfica do município entre 1996 e 2008 | Variação demográfica do município entre 1996 e 2008 |
| --------------------------------------------------- | --------------------------------------------------- | --------------------------------------------------- | --------------------------------------------------- |
| 1996                                                | 2001                                                | 2004                                                | 2008                                                |
| 694                                                 | 683                                                 | 679                                                 | 721                                                 |